# Рева, Игорь
Игорь Рева (эст. Igor Reva; 13 ноября 1961) — советский и эстонский футболист, полузащитник и нападающий.

## Биография
Воспитанник СШ Калининского района (Таллин). На старте взрослой карьеры несколько лет играл за «Динамо» (Таллин) в чемпионате Эстонской ССР среди КФК, становился чемпионом республики (1980, 1981, 1983), серебряным призёром (1979). В 1981 году сыграл один матч в первенстве дублёров СССР за дубль московского «Спартака». В 1984 году с таллинским «Темпо» стал серебряным призёром чемпионата республики, в 1985 году — третьим бомбардиром чемпионата (10 голов). Часть сезона 1985 года провёл в команде второй лиги СССР «Турбина» (Брежнев). В 1986 году выступал во второй лиге за ведущую команду Эстонской ССР — «Спорт» (Таллин), затем вернулся на уровень чемпионата республики. В 1990 году в составе ТФМК стал победителем республиканского чемпионата.
В сезоне 1992/93 сыграл 13 матчей за «Норму» (Таллин), ставшую победителем чемпионата Эстонии. Сыграл один матч в предварительном раунде Лиги чемпионов в сентябре 1992 года против словенской «Олимпии». Участник Кубка Содружества 1993 года (2 матча). В сезоне 1993/94 выступал за дебютанта высшей лиги Эстонии «Таллинна Садам», финишировавший на пятом месте, провёл 19 матчей и забил 4 гола.
Дальнейшая судьба неизвестна.